# Cross Canadian Ragweed
Cross Canadian Ragweed war eine US-amerikanische Countryband.

## Geschichte

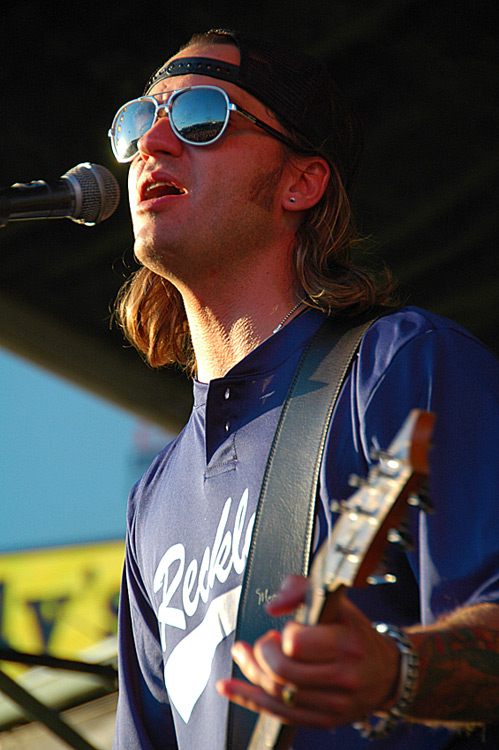
Frontmann Cody Canada im April 2009

### Anfänge (1994–2002)
Die Gruppe Cross Canadian Ragweed gründete sich 1994 in Stillwater, Oklahoma. Der Bandname ist eine Kombination aus den verschiedenen Namen der Bandmitglieder: Cody Canada, Randy Ragsdale und Grady Cross sind alle mit ihren Familiennamen vertreten. Der Name des Bassisten Matt Wiedmann war dagegen nicht vertreten. Er wurde schließlich durch Jeremy Plato ersetzt. Ihre ersten beiden Alben Carney und Highway 377 veröffentlichten die vier jungen Musiker bei dem Label Smith Music Group. Während diese noch weitgehend unbemerkt blieben und die Charts nicht erreichen konnten, gelang ihnen 2002 mit der Veröffentlichung ihres neuen Albums Cross Canadian Ragweed ein erster Achtungserfolg. Die CD, die erstmals beim erst ein Jahr zuvor gestarteten Universal South Records veröffentlicht wurde, konnte Platz 70 der Country-Albumcharts erreichen.

### Erfolge (2004–2009)
Ihr endgültiger Durchbruch in der Countryszene gelang ihnen aber mit ihrem vierten Studiowerk Soul Gravy, mit dem sie es bis in die Spitzenregionen der Genrecharts und erstmals in die Billboard 200 schafften. Mit einer Bestplatzierung von Platz 5 in den Country-Albumcharts war es auch das erfolgreichste Werk der Gruppe. Diese Erfolge konnte sie mit den Nachfolgewerken Garage (2005) und Mission California (2007) bestätigen. Im Jahr 2009 war ihr Titel Boys from Oklahoma auf dem Soundtrack des Films Leaves of Grass mit Edward Norton enthalten. Im selben Jahr veröffentlichte die Band das Album Happiness and All the Other Things, das sie offiziell dem kurz zuvor verstorbenen langjährigen Manager Willie Nelsons, Randall "Poodie" Locke, widmeten.

### Ende der Band (2010)
Die Band gab ihm September 2010 ihre Auflösung bekannt. Ihren letzten gemeinsamen Auftritt hatte sie am 24. Oktober 2009. Bereits einige Zeit zuvor hatte es Gerüchte um interne Streitigkeiten gegeben, nachdem die Band zuvor eine Pause angekündigt hatte. Im März 2012 gab Cody Canada zu, dass Spannungen zwischen den Bandmitgliedern ebenso wie die Privatleben der Musiker ausschlaggebend für die Trennung waren. Während Jeremy Plato und Cody Canada nach ihrer Zeit bei Cross Canadian Ragweed mit anderen Countrymusikern die Band The Departed gründeten, gingen die anderen beiden Bandmitglieder seitdem endgültig getrennte Wege. The Departed veröffentlichte im Juni 2011 sein erstes Album. Zuletzt war Canada im Dezember 2011 zusammen mit Stoney LaRue auf Tour. Bis heute hat Cross Canadian Ragweed über eine Million Tonträger verkauft.

## Diskografie

### Alben
- 1998: Carney
- 1999: Live and Loud at the Wormy Dog Saloon
- 2001: Highway 377
- 2002: Live and Loud at Billy Bob's Texas
- 2002: Cross Canadian Ragweed
- 2004: Soul Gravy
- 2005: Garage
- 2006: Back to Tulsa – Live and Loud at Cain's Ballroom
- 2007: Mission California
- 2009: Happiness and All the Other Things

### Singles
- 2002: 17
- 2003: Constantly
- 2004: Sick and Tired
- 2004: Alabama
- 2005: Fightin' For
- 2006: This Time Around
- 2006: Late Last Night
- 2007: I Believe You
- 2008: Cry Lonely
- 2009: Kick in the Head
- 2009: To Find My Love